# Le Matův pohár

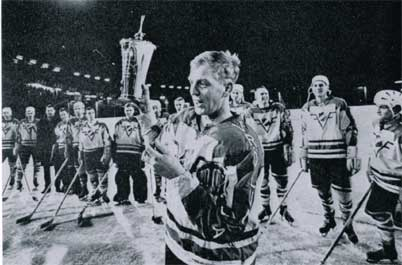
Lars Erik Lundvall, za tým Frölunda HC, přebírá Le Matův pohár po vyhraném play-off v roce 1965

Le Matův pohár je hokejová cena, která se uděluje vítězi švédské nejvyšší soutěže SHL.
Jde o nejstarší udělovanou cenou ve švédské hokejové lize. Trofej byla poprvé udělena v roce 1926 zakladatelem hokeje ve Švédsku Raoulem Le Matem, americkým filmovým režisérem a hokejovým trenérem, a americkou filmovou společností Metro-Goldwyn-Mayer. Rozměry poháru dosahuje na výšku 52 cm a váží 3,34 kg. V současné době jde již o kopii původního poháru, který byl v roce 1950 ukraden.